# Western Kentucky University Women's Volleyball
La Western Kentucky University Women's Volleyball è la squadra pallavolo femminile appartenente alla Western Kentucky University, avente sede a Bowling Green (Kentucky): milita nella Conference USA della NCAA Division I.

## Storia
Il programma di pallavolo femminile della Western Kentucky University viene fondato nel 1981 e affiliato alla Ohio Valley Conference, che lascia dopo appena un anno, per affiliarsi nel 1983 alla Sun Belt Conference. Nel 1995 arriva in panchina Travis Hudson ed è sotto la sua guida che le Lady Toppers ottengono i primi risultati di rilievo: col nuovo millennio conquistano cinque titoli di conference, qualificandosi per sette volte al torneo NCAA, dove escono di scena sempre al primo turno fino al 2012, quando ottengono la prima vittoria in post-season della propria storia.
Nel 2014 il programma si trasferisce nella Conference USA, dove le Lady Toppers conquistano altri otto titoli e altrettante qualificazioni al torneo NCAA, eliminate sempre ai primi due turni.

## Record
| Piazzamento          |    | Edizione                                                               |
| -------------------- | -- | ---------------------------------------------------------------------- |
| Tornei NCAA          | 17 | Sweet Sixteen: 1 2020                                                  |
| Tornei NCAA          | 17 | Secondo turno: 7 2012, 2015, 2017, 2019, 2021, 2022, 2023              |
| Tornei NCAA          | 17 | Primo turno: 9 2002, 2005, 2007, 2008, 2010, 2011, 2014, 2016, 2024    |
| Titoli di conference | 13 | Sun Belt Conference: 5 2002, 2005, 2008, 2011, 2012                    |
| Titoli di conference | 13 | Conference USA: 9 2014, 2015, 2016, 2017, 2019, 2020, 2021, 2023, 2024 |

## Conference
- Ohio Valley Conference: 1981
- Sun Belt Conference: 1983-2013
- Conference USA: 2014-

## All-America

### Second Team
- Lauren Matthews (2020, 2022)

### Third Team
- Alyssa Cavanaugh (2017)
- Lauren Matthews (2021)
- Paige Briggs (2023)

## Allenatori
- Charlie Daniel: 1981-1989
- Jeff Hulsmeyer: 1990-1992
- Mark Hardaway: 1993-1994
- Travis Hudson: 1995-